# Aniridie
 Mise en garde médicale
L’aniridie est un ensemble de malformations congénitales comprenant l’absence totale d’iris. On observe parfois des aniridies avec persistance de minuscules collerettes très partielles. L’aniridie peut parfois être confondue avec le port de lentilles cercle de couleur sombre.

## Cause
Elle est due à une mutation sur le gène PAX6. Aujourd'hui plus de 280 mutations sur ce gène ont été identifiées. 

## Diagnostic
On diagnostique l’aniridie au cours des premiers mois de la vie.
Elle s’accompagne fréquemment d’une microcéphalie, d’une hypotonie, d’un retard mental.
Il est important de s’assurer qu’il n’y a pas de malformations associées à type de retard de croissance et/ou malformation génito-urinaire.

## Incidence
L’incidence de l’aniridie est entre 1/50 000 et 1/100 000 naissances dans le monde.

## Traitement
Il n'existe pas de traitement curatif. 
La thérapie génique permet de faire régresser la maladie sur un modèle animal d'aniridie.